# Primterm
Als Primterm oder Primimplikant einer Booleschen Funktion bezeichnet man einen  Implikanten minimaler Länge, der also durch weiteres Vereinfachen oder Weglassen von Buchstaben kein Implikant mehr wäre.
Der Begriff wird bei der Minimierung von Schaltnetzen, z. B. mit KV-Diagrammen, verwendet. Er bezieht sich dann in der Regel auf Konjunktionsterme in einer Disjunktion von Konjunktionstermen bzw. Minterme in einer DNF. Unter der Länge eines booleschen Terms wird in diesem Zusammenhang die Anzahl der enthaltenen Konjunktionen und Disjunktionen verstanden, wobei innerhalb eines Konjunktionsterms dabei freilich nur Konjunktionen interessant sind.

## Ermittlung
Wo bei Booleschen Funktion mit geringer Stelligkeit (1 bis 6 Variablen) die Ermittlung von Primtermen noch grafisch mit einem KV-Diagramm erfolgen kann, sollte man ab 7 Variablen das Verfahren von Quine und McCluskey verwenden.

## Kernprimimplikant
Primterme, die Minterme enthalten, die in keinem anderen Primterm vorkommen, bezeichnet man als Kernprimimplikanten, wesentliche Primimplikanten oder Kernprimterme. Sie müssen in jeder minimalen disjunktiven Normalform vorkommen.